# Közönséges vadgesztenye

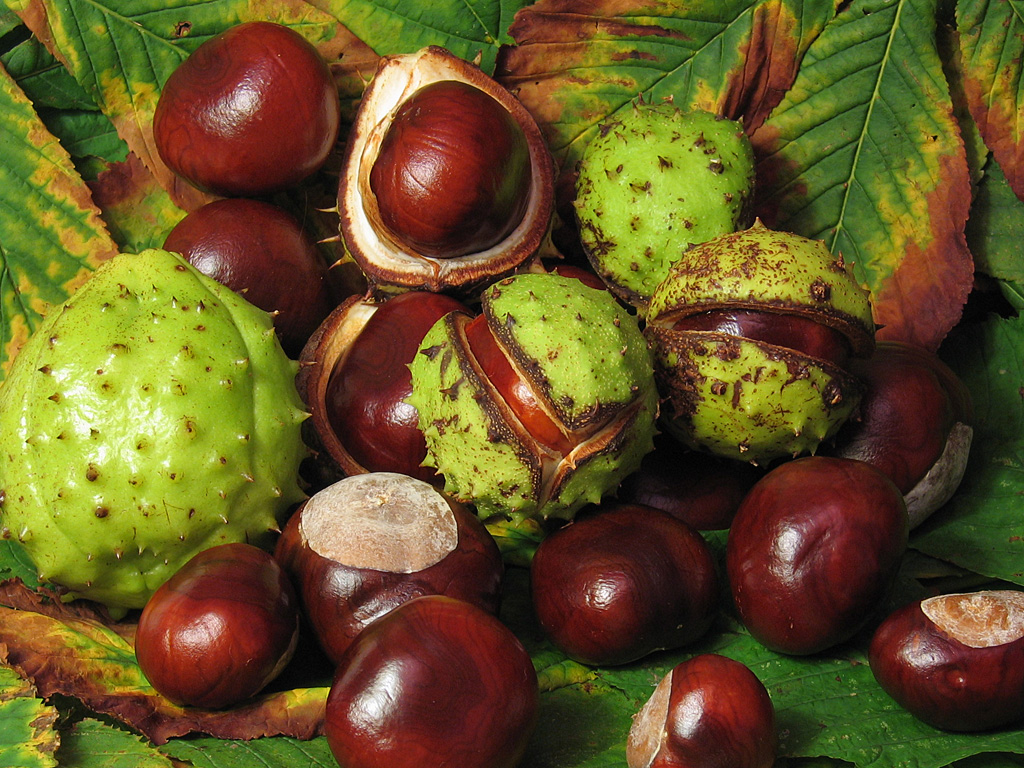
Termései és magjai

A közönséges vadgesztenye, vagy egyszerűen vadgesztenye (Aesculus hippocastanum) a szappanfafélék (Sapindaceae) családjában a vadgesztenye vagy bokrétafa (Aesculus) nemzetség legismertebb faja, melyet fehér vadgesztenyeként is ismernek. A gesztenyefa elnevezés eredetileg a szelídgesztenye példányaira használatos, a köznyelvben azonban – magjának hasonló alakja és színe miatt – a vadgesztenye példányait is így nevezik.

## Származása, elterjedése
A Balkán-félsziget (Albánia, Görögország) és Elő-Ázsia hegyvidékeiről terjedt el Európa szerte a különböző parkosítási, kertépítési divatok nyomán. Magyarországra a törökök hozták be.[forrás?]

## Megjelenése
Parkok, kertek, fasorok árnyékot adó, nagy termetű – kedvező körülmények között akár 30–35 m magasra is megnövő –, dús lombú, tavasszal mutatósan virágzó, lombhullató díszfája. Levele összetett, fogazott. Toktermésének fala húsos, kívül zöld színű s a szelídgesztenyénél kevésbé tüskés; magja fényes, vörösesbarna – nem ehető, de a népi gyógyászat és a gyógyszeripar is felhasználja.
Egyik ismert fajtája a teltvirágú vadgesztenye (Ae. hippocastanum ’Baumannii’), melyet először Genfben írtak le 1819-ben. A közönséges vadgesztenyétől abban különbözik, hogy termete keskenyebb és magasabb, később virágzik és hosszabb ideig, virágaiban kétszer annyi sziromlevél fejlődik, így azok teltebbnek mutatkoznak, valamint nincs termése.

## Kártevői, veszélyeztetettsége
A vadgesztenye-aknázómoly (Cameraria ohridella) 1985-ben jelent meg Macedóniában, s 15 évvel később már egész Közép-Kelet-Európában elterjedt. A fertőzöttség különösen a városi faállományokat sújtja, melyek az egyre melegebb nyarakat és a fokozódó légszennyezettséget is nehezen bírják. Emiatt sok európai nagyvárosban, így Budapesten is egész gesztenyefasorok mennek tönkre.

## Felhasználása
Parkok, fasorok gyakori díszfája, mely gyógynövényként is ismert, mivel magja és kérge különféle hatóanyagokat tartalmaz, s kiegészítő kezelésként egyaránt hatásos vénás keringési elégtelenség és hajszálérgyengeség esetén. Az újabb kutatások igazolták az eszcin – a magból kivont érszűkítő – gyulladásgátló és a vénák tónusát fokozó hatását. A kéregben lévő eszkulin csökkenti a hajszálerek áteresztőképességét és ellenállóbbá teszi őket. Így a vadgesztenyéből készült szereket vénás és hajszálér-keringési elégtelenség (pl. aranyér) kezelésére ajánlják, más érerősítő növényekkel együtt (nagylevelű csodamogyoró, kanadai aranygyökér, szilvalevelű bangita).
Az Aesculus hippocastanum a vadgesztenye friss magjából készült homeopátiás szer. Aranyér ellen használatos.
Magjának magas szaponin tartalma révén mosószerként is alkalmazható. Használata történhet az indiai mosódióhoz hasonlóan vászonzsákban a mosógépbe rakva, vagy a magok kifőzése után kapott mosófolyadék mosógépbe adagolásával is. Előnye a mosódióval szemben hogy egyrészt ingyen beszerezhető, másrészt mivel itthon is megterem, ökológiai lábnyoma töredéke a mosódióénak.
A vadgesztenye fehéressárga színű, finom szerkezetű, puha, hajlékony fáját a műbútorasztalosok, faesztergályosok szívesen használják, mert hasadásra, repedésre nem hajlamos. Könnyen faragható, így faragványokat (fapapucsot, konyhai eszközöket, játékokat) is szoktak készíteni belőle. A fa kidöntése után érdemes minél előbb megszárítani, mert könnyen elszíneződik. A szárítást követően már csak keveset zsugorodik, emiatt bútorközépfának alkalmas (zongoraépítők is felhasználják), épületfának azonban kis szilárdsága miatt nem. Fájának sűrűsége légszáraz állapotban 500–600 kg/m³.

## Figyelmeztetés
A vadgesztenye termése mérgező, még ha a szaponinok toxikus hatása igen csekély is. Émelygést, gyomorpanaszokat okozhat. Kisgyerekeknek, terhes és szoptató nőknek különösen nem ajánlott. A kezelés mindig rövid ideig tartson! Külsőleg semmilyen kellemetlen hatása nincs, bár egyeseknél allergiát okozhat.

## Képek

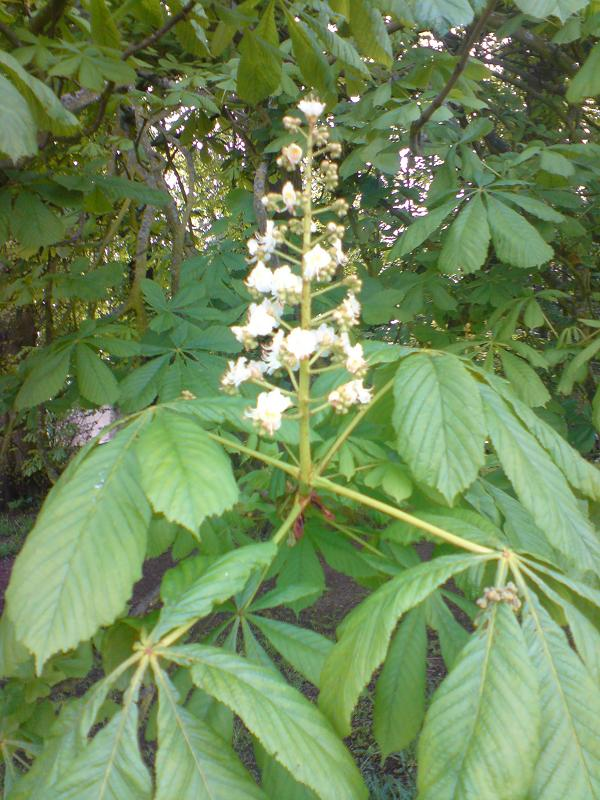
Virágzata
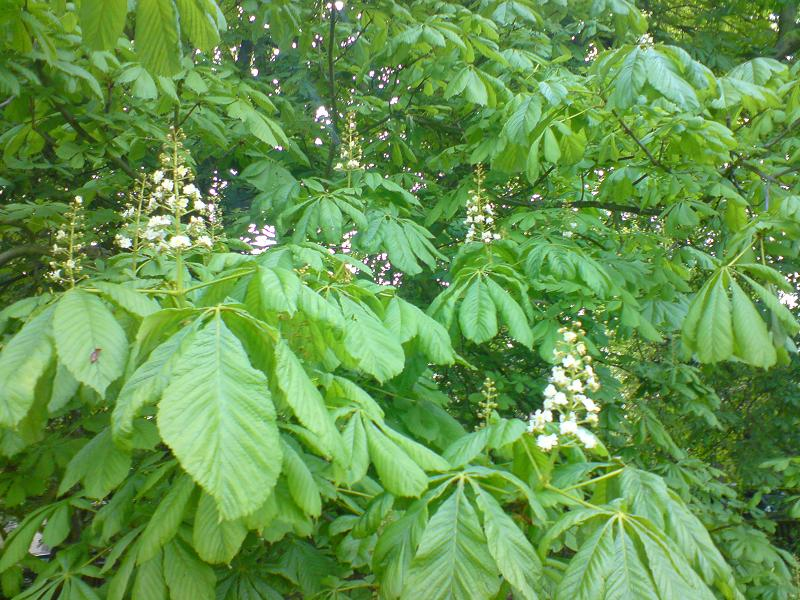
A nagy levelek között a virágzatok
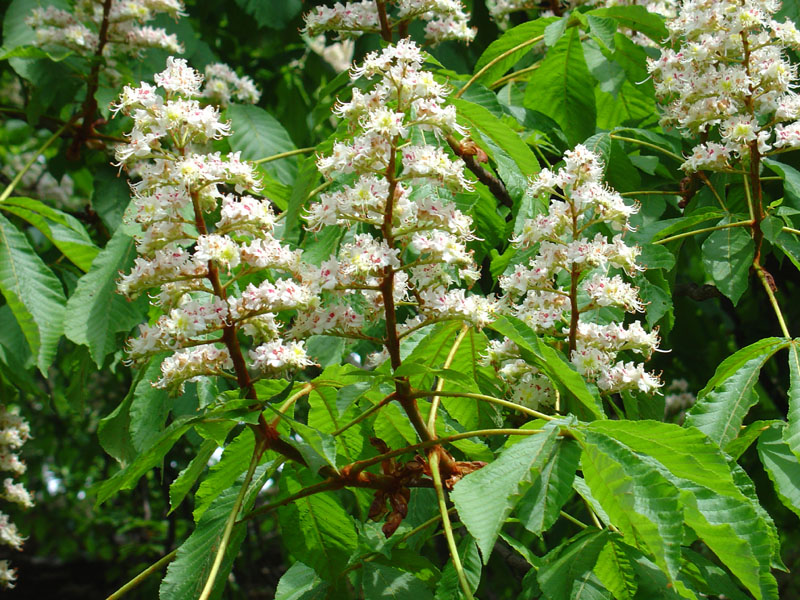
Virágzatok közelebbről
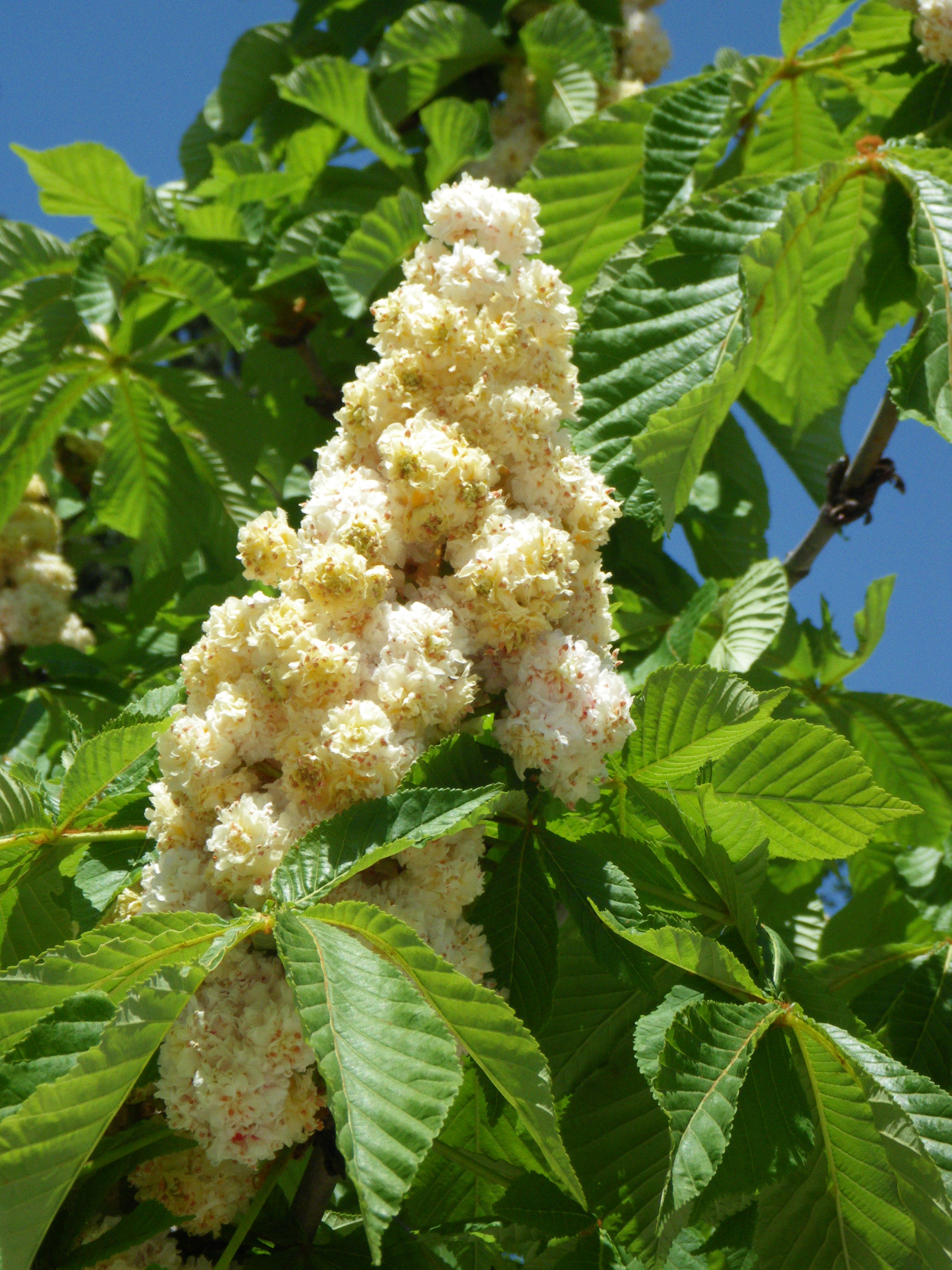
Teltvirágú vadgesztenye virágzata
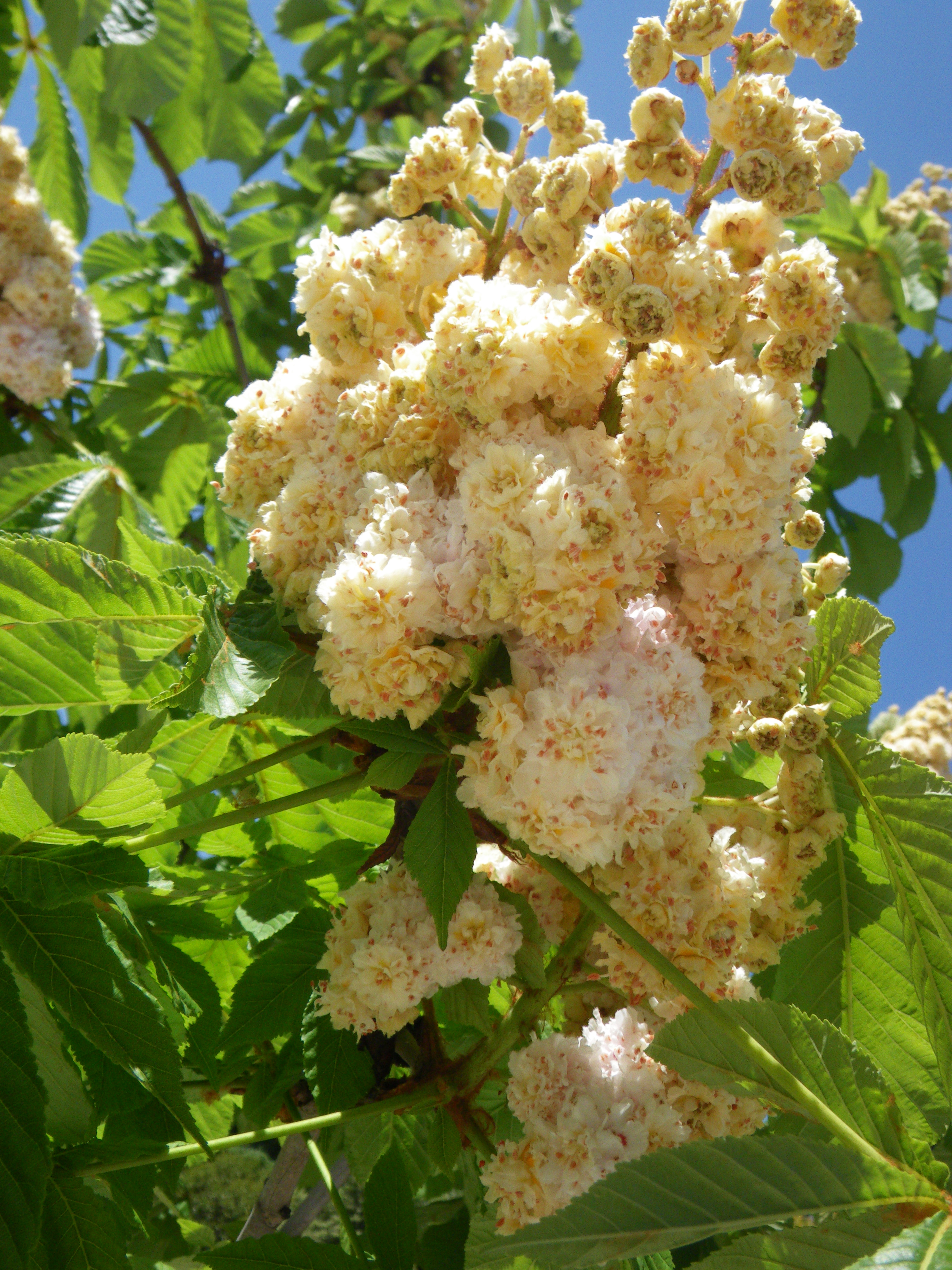
Teltvirágú vadgesztenye virágzatai
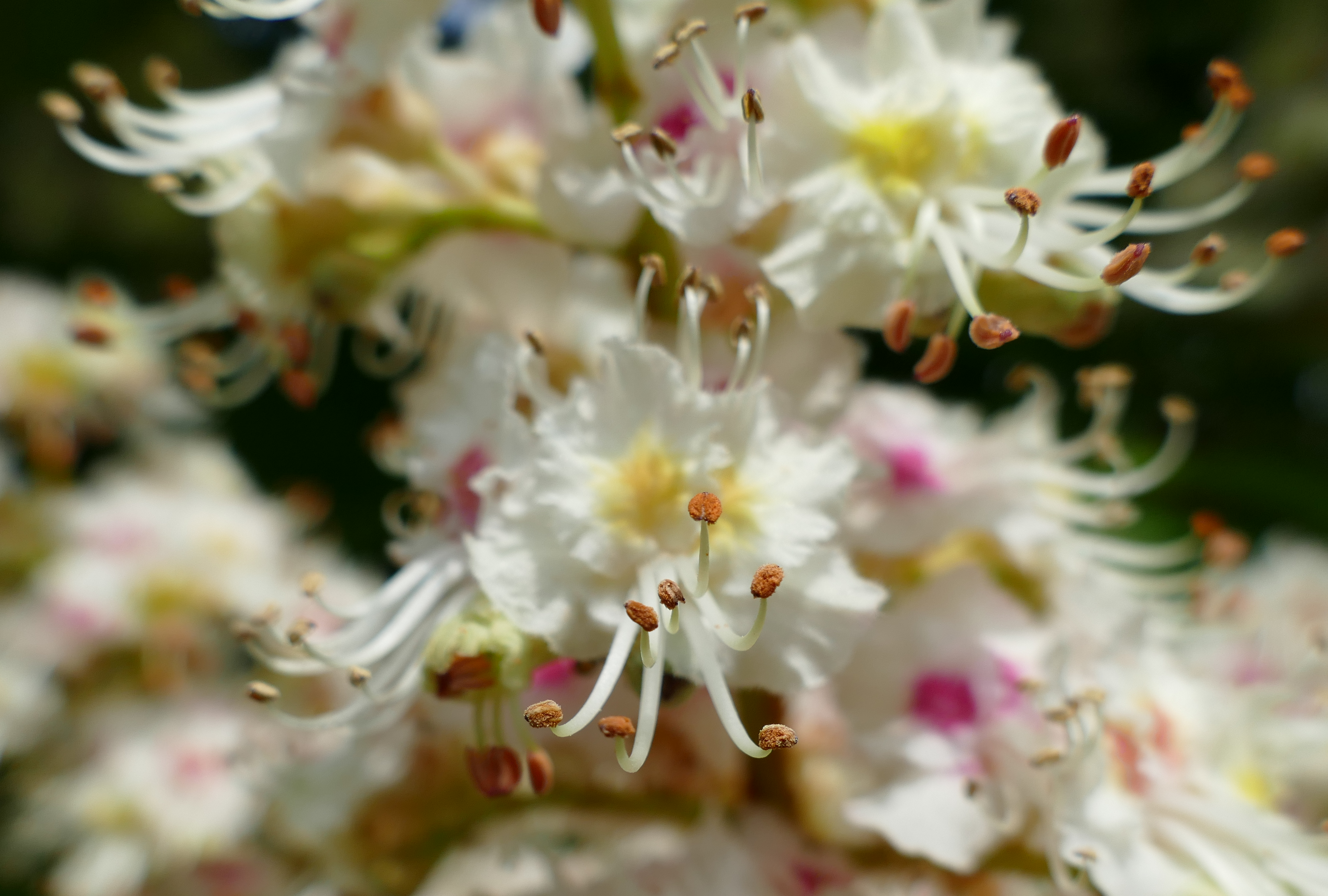
Vadgesztenye virágjának porzói